# Ægte mimose
Ægte mimose (Mimosa pudica) er en halvbusk, dvs. at den kun bliver forveddet på de nederste dele, og at den visner helt ned efter kulde eller tørke. Arten bliver dyrket i havestuer og som orangeriplante. Alle dele af planten er giftige for både dyr og mennesker.

## Kendetegn
Ægte mimose er en halvbusk, der kun forvedder på de ældste dele af grenene. Den visner helt ned efter kuldepåvirkning eller tørke. Væksten er først opret, men senere bliver den krybende eller opstigende. Skuddene er runde i tværsnit, tæt behårede og rødlige på lyssiden. De bærer uregelmæssigt fordelte, krumme torne. Bladene sidder spredtstillet, og de er dobbelt fjersnitdelte med ustilkede, ovale og helrandede småblade. Begge bladsider er græsgrønne og hårløse.
Blomstringen foregår i juli-oktober, hvor man finder blomsterne samlet i langstilkede, kuglerunde hoveder fra bladhjørnerne. De enkelte blomster er 5-tallige, men uregelmæssige på den måde, at de rødlige kronblade er ganske ubetydelige, mens de talrige støvdragere sætter det lyserøde præg på blomstestanden. Frugterne er flade bælge, der har indsnøringer omkring hvert af de 2-8 brune frø.
Rodsystemet består af en kraftig pælerod, der bærer et veludviklet netværk af siderødder. 
Plantens krybende-opstigende vækst betyder, at den ikke når meget over 0,5 m i højden, mens den ofte når en samlet bredde på 3,0 m.

## Udbredelse
Ægte mimose har sin oprindelige udbredelse i de tropiske dele af Syd- og Mellemamerika, men i dag er den spredt til næsten alle tropiske egne, hvor den mange steder bliver betragtet som en invasiv art. Arten er en pionerplante, der hurtigt etablerer sig på lysåbne og tyndt bevoksede jordstykker. Derfor findes den især i græsplæner, på brakmarker og langs vejkanter. 
På den tidligere losseplads Moravia i Medellín, Columbia, vokser arten i et tungmetalpræget miljø sammen med bl.a. Ricinus communis (”Amerkansk olie-plante”), papaja, tobak, ananaskirsebær, bermudagræs, Bidens pilosa (en art af brøndsel), blågrå tobak, centnergræskar, Conyza bonariensis (en art af bakkestjerne), Gallinsoga ciliata (en art af hanekro), haveportulak, indisk fingerhirse, Polygonum segetum (en art af pileurt), pragtsnerle (flere arter), Ricinus communis (”Amerkansk olie-plante”), smalbladet sida, vellugtende gåsefod og virginsk karse

## Nasti
Arten er kendt for at kunne foretage meget hurtige bevægelser, når den bliver berørt eller på anden måde forstyrret. Bevægelsen kaldes en nasti, og evnen skyldes nogle bevægelige dele, ”pulvini”. I disse dele vil en forstyrrelse medføre, at cellerne taber deres indhold af kalium. Da vandet i cellerne tvinges til at følge med på grund af osmotiske forhold, mister blade og skud deres safttryk og bliver slappe med ét.

## Note
1. ↑  María Solange Sánchez Pinzón, Álvaro Cogollo Pacheco, Catalina Arroyave Quiceno, Rubén Darío Torrenegra Guerrero, Ángel Maria Giraldo Mejía og Rolando Barahona Rosales: Botanical Diversity and Heavy Metal Content in the Residue Matrix and Plants at the Moravia Dump in Medellín, Colombia (engelsk)-sproget undersøgelse af tungmetalindholdet i planterne på den tidligere losseplads Moravia